# La Barra del Río Bueno
La Barra del Río Bueno o simplemente  La Barra es un poblado de la comuna de San Juan de la Costa, Provincia de Osorno, Región de Los Lagos, Chile. Es la localidad más aislada de la comuna.

## Servicios
En la Barra del Río Bueno se encuentra la escuela la escuela particular La Barra y la estación médico rural. La localidad no cuenta con servicio de energía eléctrica, surtiéndose solo a través de un generador eléctrico.

## Turismo
La Barra ha implementado algunos servicios de turismo rural para los turistas que navegan a lo largo del río Bueno. La localidad durante el año posee de 40 a 50 habitantes y durante el verano la población flotante aumenta 450 personas. Aquí se encuentra la comunidad indígena Tripay Antu.
En esta localidad no existen servicios de alojamiento registrados.

## Accesibilidad y transporte
El acceso hasta La Barra se realiza por vía navegable desde la localidad de Trumao; el trayecto demora aproximadamente dos horas de navegación. Durante el año 2016 se han realizado inversiones en la seguridad de track de navegación orientados a mejorar la navegabilidad del río.